# Mein Sohn entdeckt die Liebe
Mein Sohn entdeckt die Liebe (Originaltitel: The Happy Time) ist eine US-amerikanische Filmkomödie aus dem Jahr 1952 von Richard Fleischer mit Charles Boyer und Louis Jourdan in den Hauptrollen. Der Film wurde von Columbia Pictures in den Verleih gebracht und basiert auf dem Roman The Happy Time von Robert Fontaine und dem gleichnamigen Bühnenstück von Samuel A. Taylor.

## Handlung
Der französische Teil Kanadas in den frühen 1920er Jahren. Die Familie Bonnard bereitet die Geburtstagsfeier für den jüngsten Sohn Robert, genannt Bibi, vor. Von seinem Großvater erhält Bibi einen Kanarienvogel. Die in ihn verliebte Nachbarstochter Peggy O’Hare, eine Amerikanerin, schenkt ihm die Schutzmaske eines Baseballfängers, sehr zum Unmut ihres Klassenkameraden Jimmy Bishop. Beim Abendessen beklagt sich seine Mutter Susan über das Geschenk von Onkel Desmonde, einem reisenden Kaufmann. Desmonde hat Bibi ein Foto geschenkt, das ihn mit zwei Showgirls zeigt. Vater Jacques hält nichts von Susans Einwänden. Onkel Louis, der gegenüber wohnt, kann nicht zur Feier kommen. Seine Frau Felice verlangt, dass er dem Wein entsagt und sich mehr um ihre Tochter Yvonne kümmert.
Nach dem Essen nimmt Jacques seinen Sohn mit zu seiner Arbeit. Jacques ist Violinist und leitet ein kleines Theater für Vaudeville-Aufführungen und als Kino für Stummfilme. Bibi ist von dem Großen Gaspari fasziniert, der mit seiner Assistentin Mignonette Chappuis eine Zaubervorstellung gibt. Als Gaspari während der Vorstellung Mignonette bedrängt, enthüllt sie seinen besten Trick und stürmt von der Bühne. Jacques und Bibi bringen die junge Frau zu sich nach Hause und überzeugen Susan, sie als Haushälterin einzustellen. Am Abend macht Desmonde einen unerwarteten Besuch, sehr zu Bibis Freude. Sofort beginnt Desmonde mit Mignonette zu flirten.
Am folgenden Morgen kommt es in der Schule zwischen Bibi und Jimmy zu einem Streit über ein anzügliches Magazin, das Desmonde Bibi geschenkt und Jimmy gefunden hat. Bibi wird zum Rektor Mr. Frye geschickt, der ihn wegen des Magazins rügt. Nach der Schule besucht Bibi mit Mignonette eine Vorführung des Films Der Scheich und ist von dem Werk und dessen Einfluss auf Mignonette beeindruckt. Zu Hause angekommen finden Bibi, Mignonette und Jacques den Großvater zusammengesunken an einem Zaun. Der herbeigerufene Arzt Dr. Marchaud warnt den Großvater vor dem Alkoholgenuss, was der alte Mann jedoch ignoriert, der Desmonde Glück für seine Verabredung mit Mignonette wünscht. Desmonde geht mit Mignonette am Abend tanzen. Als er wieder mit dem Flirten beginnt, macht ihn Mignonette darauf aufmerksam, dass sie zu verschieden seien, um miteinander glücklich zu werden. Desmonde zeigt ihr die Fotografie eines Hauses, das er von seinem Großvater erhalten werde, und gesteht, dass er sich einsam fühle und sesshaft werden wolle. Zu Hause verweigert Mignonette einen Gute-Nacht-Kuss, was ihn sehr deprimiert.
Im Wohnzimmer erklärt Bibi Louis sein Erstaunen über die Wirkung eines Kusses von Rudolph Valentino auf Frauen. Louis gibt zu, dass ein Kuss durchaus magisch sein könne. Bibi schleicht sich in Mignonettes Zimmer und gibt der Schlafenden einen flüchtigen Kuss, bevor er hastig in sein Zimmer flüchtet. Mignonette erwacht und ist sich sicher, dass Desmonde der Täter ist. Sie sucht sein Zimmer auf und schüttet eine Kanne Wasser über ihn aus. Am nächsten Tag macht Peggy in der Schule eine rüde Bemerkung über Mignonette, was Bibi verärgert. Jimmy hinterlässt eine geschmacklose Zeichnung auf Bibis Pult. Mr. Frye wird ins Klassenzimmer gebeten, der Peggy fragt, ob sie Bibi beim Zeichnen gesehen habe. Peggy, von Bibis Ärger verletzt, bestätigt dies. Der Rektor befiehlt Bibi in sein Büro, wo er ihn mit einem Lederriemen auf die offene Hand schlägt, als der das Geständnis, die Zeichnung angefertigt zu haben, verweigert. Frye droht an, ihn täglich zu schlagen, bis er gesteht. Am Abend empfängt Louis einen möglichen Verehrer für seine Tochter Yvonne, den mächtigen Bankier Alfred Grattin. Felice informiert ihn, dass Alfred nicht trinkt. Als Alfred ankommt, bedient er sich aus einer Wasserflasche, die jedoch für Louis als Versteck seines Weins dient. Mit der Zeit entlarvt Louis Alfred als Hochstapler, weil er nur ein kleiner Angestellter der Bank ist, und wirft den betrunkenen jungen Mann hinaus.
Einige Tage später spricht Mignonette mit Desmondes über das ihm versprochene Haus. Unabsichtlich enthüllen Susan und Jacques, dass es das Haus gar nicht gebe, woraufhin Mignonette Desmonde ohrfeigt und wütend in ihr Zimmer geht. Bibi hält die Situation in der Schule nicht mehr aus und erzählt seinen Eltern von Mr. Frye. Jacques, Desmonde und Louis suchen den Rektor auf, der sich darauf beruft, dass die Prügelstrafe rechtens ist. Desmonde erinnert sich, den Rektor in Montreal in einem Casino gesehen zu haben und will diese Information in der Stadt verbreiten. Die Bonnards kehren nach Hause zurück, wo ihnen Susan mitteilt, dass Mignonette das Haus verlassen hat. Mignonette hat Susan von dem Kuss erzählt, Desmonde ist wegen der falschen Beschuldigung aufgebracht. Verlegen gesteht Bibi, der wahre Täter zu sein. Desmonde eilt los, um Mignonette zu finden, was Louis so beeindruckt, dass er sich bei Alfred entschuldigen will. Während der Großvater ausgehen will, kommt Desmonde mit Mignonette zurück. Bibi zieht zum ersten Mal lange Hosen an und wird von Peggy bewundert. Jedoch ist Bibi immer noch wütend über Peggys Lügen in der Schule, woraufhin sie ihn um Verzeihung bittet. Als Bibi erkennt, dass Peggy keine Zahnspangen mehr trägt, küsst er sie.

## Hintergrund
Gedreht wurde der Film vom 24. Januar bis zum 23. Februar 1952. Die Einleitung des Films wurde von Marcel Dalio auf Französisch eingesprochen und durch Untertitel auf Englisch übersetzt.
Für den Film wurde Charles Boyer von RKO Pictures, Louis Jourdan von 20th Century Fox und Kurt Kasznar von Metro-Goldwyn-Mayer ausgeliehen. Sowohl Kasznar als auch Marlene Cameron spielten im Film die Rollen, die sie auch im Bühnenstück spielten.
Carl Anderson oblag die künstlerische Leitung. Rudolph Sternad war für das Szenenbild zuständig, Jean Louis für die Kostüme. Verantwortlicher Toningenieur war Russell Malmgren. Clem Beauchamp arbeitete als Produktionsmanager.
Für das von Dimitri Tiomkin komponierte Titellied schrieb Ned Washington den Text.

## Veröffentlichung
Die Premiere des Films fand am 30. Oktober 1952 in New York statt. In der Bundesrepublik Deutschland kam er am 24. Februar 1953 in die Kinos, in Österreich 1954.

## Kritiken
Der Filmkritiken-Aggregator Rotten Tomatoes hat in einer Auswertung ein Publikumsergebnis von 74 Prozent positiver Bewertungen ermittelt.
Das Lexikon des internationalen Films schrieb: „Nostalgische Hollywoodkomödie.“
Bosley Crowther von der The New York Times bezeichnete den Film als wilde Familienfarce, die in der geschmacklosen Kinoumgebung nicht, wie das Bühnenstück, warm und liebenswürdig sei, sondern eher grob. Die kleine Fabel habe sich von einer einfühlsamen Jugendgeschichte zu einer Art harmlosen und farblosen Witz, geschmückt mit absurden Darstellungen, entwickelt.
Der Kritiker des TV Guide sah eine gute Adaption des Broadway-Hits mit geistreichen und charmanten Dialogen und souveränen Darstellern.

## Auszeichnungen
Für die Golden Globe Awards 1953 erhielt der Film vier Nominierungen: als Bester Film, Richard Fleischer für die Beste Regie, Charles Boyer als Bester Hauptdarsteller und Kurt Kasznar als Bester Nebendarsteller. Im gleichen Jahr nominierte die Writers Guild of America Earl Felton für den WGA Award für die beste amerikanische Komödie.